# Supercopa Gibralteña 2014
La Supercopa Gibralteña del 2014 fue una competición que se disputó a partido único en el Estadio Victoria el 5 de octubre del 2013. Se enfrentaron el campeón de la Gibraltar Football League 2013/14 y de la Rock Cup 2014, el Lincoln fue campeón al ganarle en penales 11:10 al St. Joseph's.
|                | - |                     |
| Lincoln 2 (11) | - | St. Joseph's 2 (10) |
| -------------- | - | ------------------- |

|                   |
| Campeón           |
| Lincoln 9º título |